# セマグルチド

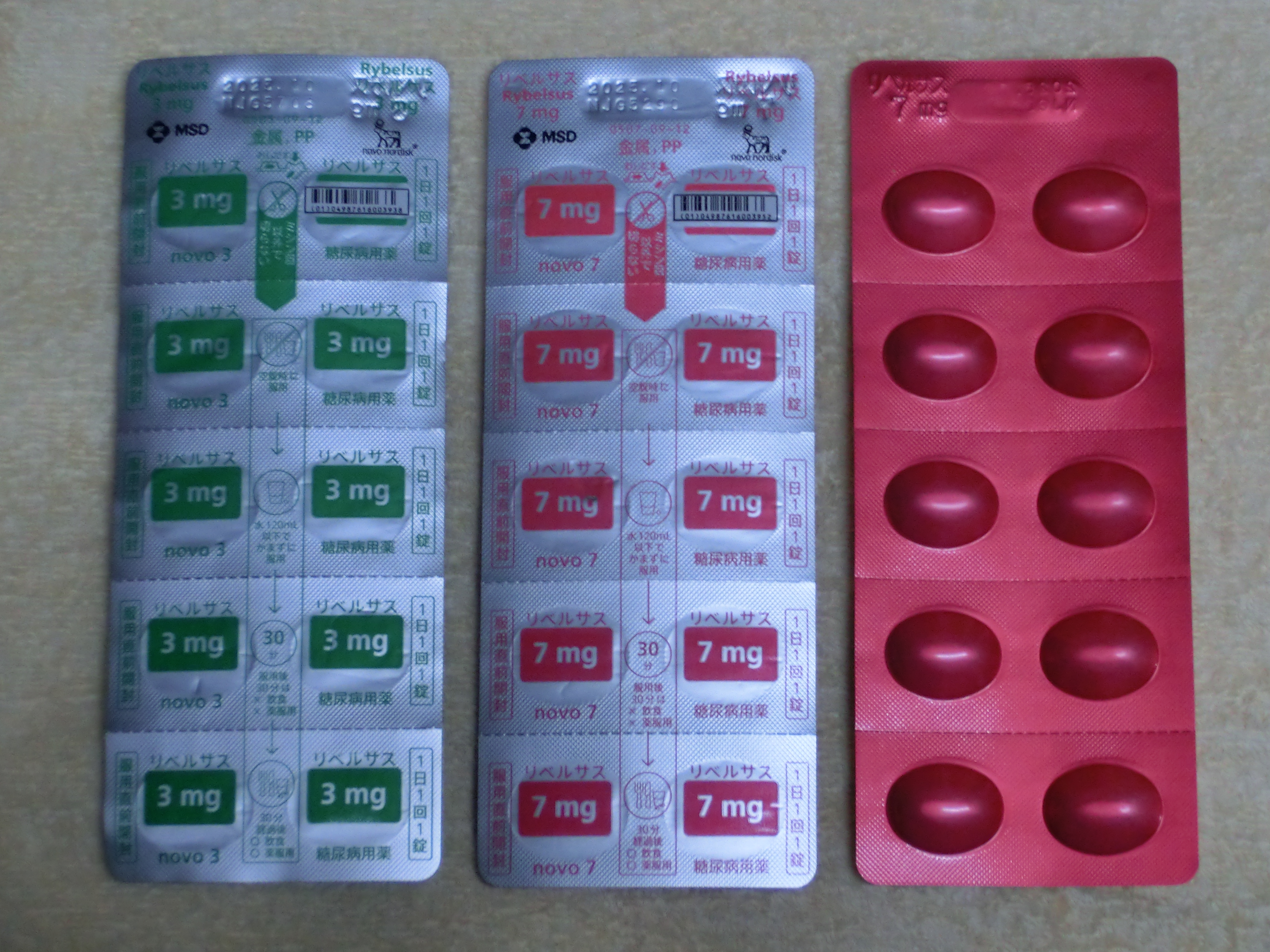
リベルサス錠3mg(左)、リベルサス錠7mg(中央)、リベルサス錠7mgの裏側(右)

セマグルチド（Semaglutide）は、2型糖尿病の治療および長期的な体重管理（ダイエット薬）に使用される、ノボノルディスクが開発したGLP-1受容体作動薬である。
糖尿病治療剤の商品名は、オゼンピック（注射薬）、リベルサス（経口薬）、肥満症治療剤の商品名はウゴービ（注射薬）。
ヒト型グルカゴン様ペプチド-1（GLP-1）と同様に、インスリン分泌を増加させ、糖代謝を高める作用がある。プレフィルドタイプのペン型定量皮下注射剤と経口剤が利用できる。他の糖尿病治療薬と比べ作用時間が長く、注射薬については週1回で充分な効果が得られることが特長である。
経口薬は、GLP-1受容体作動薬において初めての非注射剤である。
副作用として、吐き気・嘔吐・下痢・腹痛・便秘がある。

## 効能・効果
インスリンの分泌を増やすために、SU（スルホニル尿素）薬で膵臓のβ細胞を刺激し続けていると、その機能が早く低下してしまう。しかしこのインクレチン関連薬は、必要時しかインスリン分泌を刺激しないので、β細胞に優しい薬と言える。
しかも特にGLP-1アナログには人での効果の確認はまだだが、動物実験の段階でβ細胞を増やす作用があり、従来の薬が対症療法的な血糖降下薬だったのに対し、原因療法に近い薬と言える。
またβ細胞を守るというこの薬にしかない作用に期待し糖尿病の進行を抑えるために、なるべく早く使い始めたほうが良いとの意見もある。

### 日本
2型糖尿病、肥満症（BMI35以上、BMI27以上で2つ以上の肥満関連疾患がある場合）

### 米国
成人の2型糖尿病患者の血糖コントロールを改善するための食事療法および運動療法への補助として使用される。しかし、第一選択薬としては適していない。
また、肥満症（初期BMI≧30kg/m2）または過体重（初期BMI≧27kg/m2）で、少なくとも1つの体重関連合併症を有する成人の長期的な体重管理を目的とした食事療法および運動療法への補助としても使用される。

### 欧州連合
血糖コントロールが不十分な2型糖尿病の成人を対象とする。メトホルミンが使用できない場合に単独で、または他の糖尿病治療薬と組み合わせて使用される。適切な食事や運動とともに使用する必要がある。

## 禁忌

### 日本
日本では以下の患者には禁忌。
- 1型糖尿病の患者（本剤はインスリン注射薬の代替にならない）
- 糖尿病性ケトアシドーシス、糖尿病性昏睡または前昏睡
- 重症感染症、手術など緊急の場合

### 米国
1型糖尿病、甲状腺髄様癌の個人的または家族的な既往歴のある患者、および多発性内分泌腫瘍症候群2型の患者には禁忌である。

## 副作用
注射薬、経口薬ともに、重大な副作用として、低血糖と急性膵炎が挙げられている。
一般的な副作用としては、吐き気、嘔吐、下痢、腹痛、便秘がある。心臓疾患を有する患者では、網膜症を発症する可能性がある。その他一般的ではない副作用には、腎障害、アレルギー反応、低血糖、膵炎などがある。
初めの2ヶ月間ほどは下痢や吐き気などが割によく起こるが、ほとんどの場合、そのうち起こらなくなる。
2024年、アメリカ食品医薬品局は脱毛や自殺願望などの副作用が報告されたことを受け、規制の必要性の有無について検討を始めた。

## 作用機序
GLP-1受容体作動薬であり、血糖値を下げるホルモンであるインスリンの分泌を増加させる、血糖値を上昇させるホルモンであるグルカゴンを抑制する、胃での消化を遅らせ食欲を減退させることで食事量を減らす、などの作用がある。また、インスリンを分泌する膵臓のβ細胞の成長を促進すると考えられている。これらの作用によって体脂肪を減少させる。

### 構造
ヒトのGLP-1と化学的に94%の類似性がある。違いは8位と34位の2つのアミノ酸で、アラニンとリシンが、それぞれ2-アミノイソ酪酸とアルギニンに置換されている。8位のアミノ酸置換はジペプチジルペプチダーゼ-4（DPP-4）酵素による分解を妨げる。26位のリシンはスペーサーを介してステアリン酸でアシル化されているが、これにより血液中のアルブミンとの結合性が高まり、血液循環中に長く存在する事が可能となる。血中での半減期は約7日（165-184時間）であるので、週1回の注射で充分である。

### 経口薬

サルカプロジン酸の構造式

分子量の大きな医薬品を経口投与する際には、胃酸での分解を避け、胃粘膜から吸収される必要がある。経口セマグルチド製剤には、吸収促進剤としてサルカプロジン酸ナトリウム（SNAC）が配合されており、SNACの胃酸中和作用と界面活性作用により、これらの課題を克服できた。しかし絶対的生物学的利用能は1%に留まる上、毎日起床時に120ml以下の水で服用し服用前後各30分は絶飲食しなければならない:33。

## 承認
2012年にリラグルチドに代わる長時間作用型の薬剤として開発された。2015年に臨床試験が開始され、2016年に第3相が終了した。
2016年12月に米国で新薬申請が行われ、2017年10月にはFDA諮問委員会で16-0の賛成票を獲得し、2017年12月に承認が発表された。欧州連合における販売承認は2018年2月に取得された。日本の厚生労働省は2018年3月23日に注射剤を承認した。カナダ保健省は2018年1月4日に承認を発表した。2019年8月にはオーストラリアで、「十分にコントロールされていない成人の2型糖尿病の治療において、食事療法および運動療法の補助として、また、メトホルミンが許容されないか禁忌である場合の単剤療法」として医療用医薬品として承認された。
2013-2014年に経口薬の第II相試験が行われた。経口薬は、米国で2019年9月、欧州連合では2020年4月に承認された。日本では2019年7月24日に承認申請が提出され、2020年6月に承認された。
2017年、リーズ大学の研究者らは肥満の治療にも使用出来ると報告した。空腹感、食物渇望、体脂肪を減少させる効果が見られた。第III相無作為化臨床試験では、週1回・2.4mgを注射することで、68週時点の体重が平均で14.9%減少したのに対し、プラセボでは2.4%であった。2021年6月4日にはアメリカ合衆国で、「成人の長期的な体重管理」に対する注射薬の使用が承認された。2021年11月、欧州医薬品庁の医薬品委員会は、肥満症または他の関連疾患を伴う過体重の患者の治療を目的とした医薬品について、販売承認の付与を推奨する肯定的な意見を採択した。
2023年11月22日、日本でマジンドール以来30年ぶりに肥満症治療薬が薬価収載された。商品名は「ウゴービ」。

## 臨床研究
2型糖尿病患者におけるメトホルミンへの付加療法として、チルゼパチドとセマグルチドの週1回投与を比較した試験（SURPASS-2）において、HbA1cと体重の減少という両評価項目でチルゼパチドに劣ることが判明したが、安全性プロファイルはほぼ同等であった。
2型糖尿病でない肥満症の患者に対して長期間使用することで、体重を12.3kg、重量割合にして12.1%減少させたというメタ解析がある。最も長く使用した群では、20%の減量に成功している。プラセボに比べて消化器症状が1.5倍発症したものの、そのほとんどが一過性のもので、軽度もしくは中等度であったと報告されている
。
慢性腎臓病を合併した2型糖尿病患者に使用することで、１年間のeGFRの低下を平均1.16 mL/min/1.73 m2遅くして腎臓を保護し、心血管イベントの発症を18%低下させ、あらゆる原因による死亡率を20%低下させたとのランダム化比較試験もある
。
2024年のランダム化比較試験で、2型糖尿病を合併したHFpEF（駆出率の保たれた心不全）患者において、セマグルチドを1年間服用すると心不全の症状を改善するとの報告がある。また、体重を減少させ、運動機能を改善する効果もあった。
2024年のランダム化比較試験で、心疾患をもち、肥満や太りすぎであるが糖尿病を発症していない患者において、セマグルチドの使用でCovid-19感染症を含む感染症による死亡率をさげたとの報告がある。
2025年のランダム化比較試験で、セマグルチドの低用量の皮下注射によって、飲酒への渇望と飲酒量を減らしたとの報告がある
。